# Balakrishna

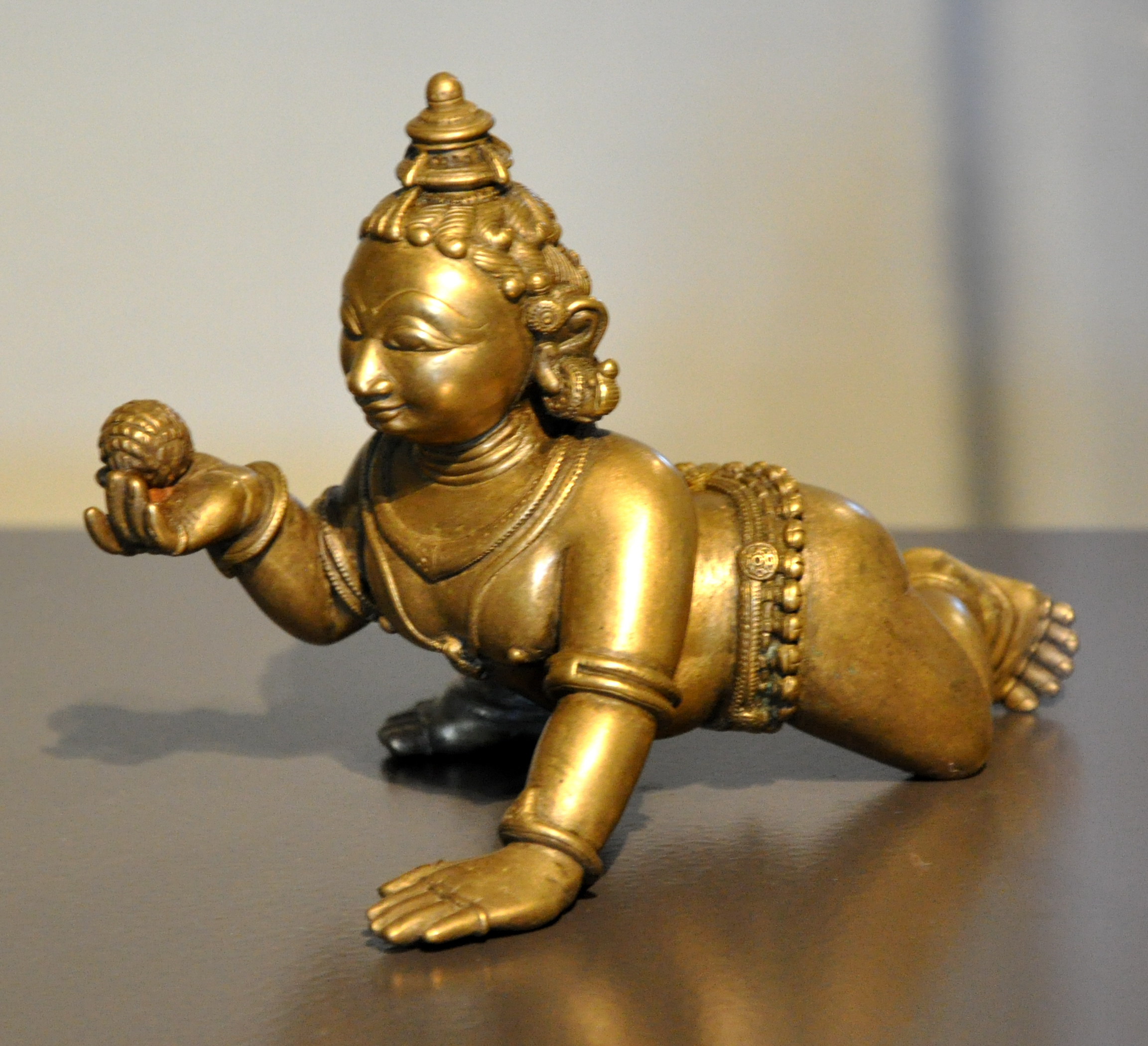
Der krabbelnde Bala-Krishna, Orissa, 17. Jahrhundert

In der Krishna-Religiosität wurde dem Kind Balakrishna (Sanskrit बालकृष्ण bālakṛṣṇa) neben anderen Aspekten Krishnas schon ab dem 4. Jahrhundert v. Chr. Verehrung entgegengebracht.

## Etymologie
Balakrishna, wörtlich Kind Krishna, wird manchmal auch als Gotteskind Krishna übersetzt.

## Anbetung Krishnas
Die jetzige Huldigung Krishnas ist ein Amalgam aus verschiedenen Elementen. Die ursprüngliche Verehrung von Krishna-Vasudeva blühte in Mathura bereits mehrere Jahrhunderte vor Christi Geburt (so lassen Hinweise bei Megasthenes und im Arthashastra von Kautilya darauf schließen, dass Krishna als Sohn Vasudevas bereits im 4. Jahrhundert v. Chr. als perfekte, ewigwährende und gnadenreiche Höchste Gottheit in einem streng monotheistischen Rahmen angebetet wurde). Ihr folgte der Krishna-Govinda-Kult und etwas später die Verehrung Balakrishnas, die im heutigen Krishnaismus eine bedeutende Rolle spielt. Letztes Element der Anbetung ist Krishna-Gopijanavallabha, d. h. Krishna als Liebhaber der Gopis, unter denen Radha eine bevorzugte Stellung einnimmt. Die Entwicklung kulminierte in der Anbetung von Radha-Krishna als Svayam Bhagavan. Die heutige monotheistische Krishna-Religion basiert neben den bereits angeführten Elementen auf dem monotheistischen Bhagavatismus. Balakrishna erfährt weniger Aufmerksamkeit, auch wenn er in vielen Teilen des heutigen Indiens eine der volkstümlichsten Gottheiten ist.

## Ikonographie
Balakrishna wird häufig als auf Händen und Knien krabbelndes Kleinkind dargestellt, gelegentlich tanzt er auch mit einem Stück Butter in seiner Hand.
Mehrere wundersame Taten werden Bala-Krishna zugeschrieben. So soll er das riesige Monster Putana (पूतना) getötet haben, in dem er ihr aus ihren vergifteten Brüsten mit dem Gift gleichzeitig die Lebenskraft aussaugte.
Oft wird Balakrishna auch abgebildet, wie er von seinem Vater Vasudeva auf dem Weg von Mathura nach Vrindavan über die Yamuna getragen oder wie er von seiner Mutter Yashoda gebadet wird.
Die Kindheitsepisoden Krishnas wurden zum Brennpunkt mittelalterlicher Kultverehrungen, die sich in zahlreichen Bewegungen in Indien manifestierten.
In der Bhagavad Gita lehrt Krishna dann eine universelle, monotheistische Religion eines personifizierten Gottes und enthüllt sich als allmächtiger Gott svayam bhagavan.

## Tempel und Bildgestalt

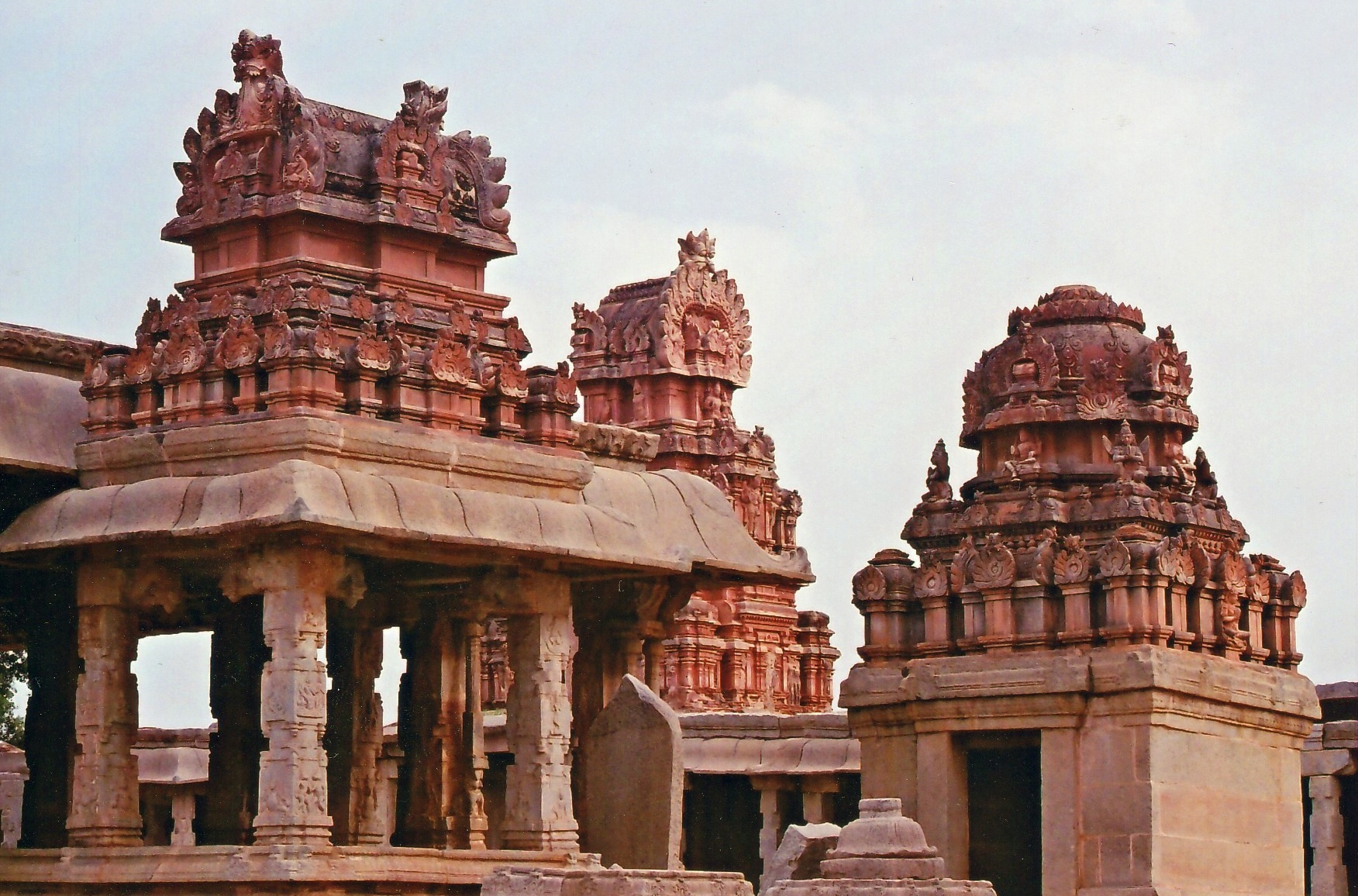
Ansicht des Balakrishna-Tempels in Hampi

Im Jahr 1513 ließ der Herrscher Krishnadevaraya in Hampi (Vijayanagara in Karnataka, Südindien) für Balakrishna den gleichnamigen Tempel errichten. Der Hauptaltar des Balakrishna-Tempels ist Balakrishna geweiht. Der Balakrishna-Tempel ist eines der wenigen Beispiele, bei denen Geschichten aus den Puranas in die Wände des Tempels und des Hauptturms gemeißelt wurden.
Eine berühmte Murti (Bildgestalt) von Balakrishna befindet sich in Udupi. Sie wurde von Madhvacharya (1238 bis 1317/1319) in seiner Sri Krishna Matha aufgestellt und kann heute noch von Pilgern in seinem Kloster besichtigt werden. Dieselbe Bildgestalt soll schon von Rukmini, der Frau Krishnas, verehrt und dann über das Meer von Dwarka aus angeliefert worden sein.

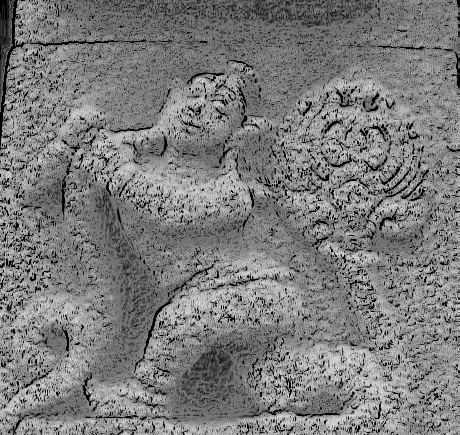
Balakrishna-Relief in Hampi

Es besteht die Sage, dass Madhvacharya treibende Schiffe gerettet haben soll. Als Dank erhielt er zwei riesige Chandan-Tonkugeln. Zum Erstaunen der Beteiligten verbargen sich in den Kugeln zwei Statuen, eine von Krishna und eine von Balarama. Die Krishna-Statue hielt einen Quirl in ihrer Hand und wurde Balakrishna getauft. Sie wurde anschließend im Hauptschrein von Udupi aufgestellt. Madhvacharya zündete dann heilige Rituallampen zu Füßen der Statue an, welche bis auf den heutigen Tag jetzt schon seit dem 14. Jahrhundert 700 Jahre lang ununterbrochen brennen.

## Hinduismus in der westlichen Welt

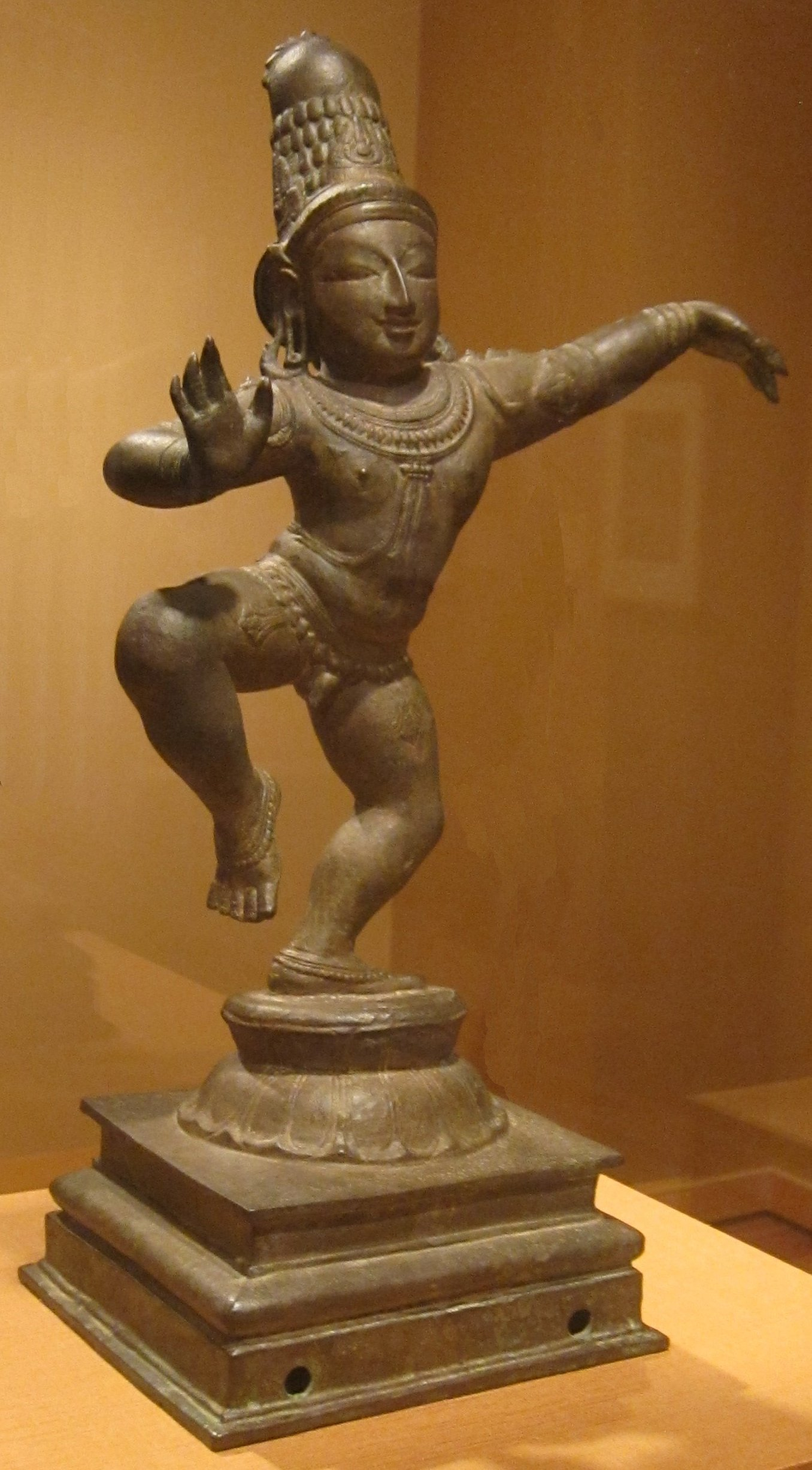
Tanzender Balakrishna, Chola-Skulptur, 14. Jahrhundert, Tamil Nadu

Ganz am Anfang seines Unterfangens, hinduistische Krishna-Tempel in der westlichen Welt zu etablieren, wollte A. C. Bhaktivedanta Swami Prabhupada einen Tempel in New York  gründen, der Balakrishna geweiht sein sollte. Noch bevor er ISKCON ins Leben rief, schrieb er an einen seiner Gönner in Indien:

„Ich meine daher, dass für diesen Zweck ein Balakrishna-Tempel in New York umgehend gegründet werden sollte. Als ein Verehrer von Balakrishna sollten Sie diese großartige und ehrenvolle Arbeit ausführen. Bis auf den heutigen Tag gibt es in ganz New York keinen anständigen Hindutempel, wohingegen in Indien viele amerikanische Missionarsstationen und Kirchen existieren.“

Zum gegenwärtigen Zeitpunkt ist Balakrishna in der westlichen Welt eine populäre Gottheit unter Hindus verschiedenster Traditionen, darunter auch die Internationale Gesellschaft für Krishna-Bewusstsein.